# Hirofumi Hirano

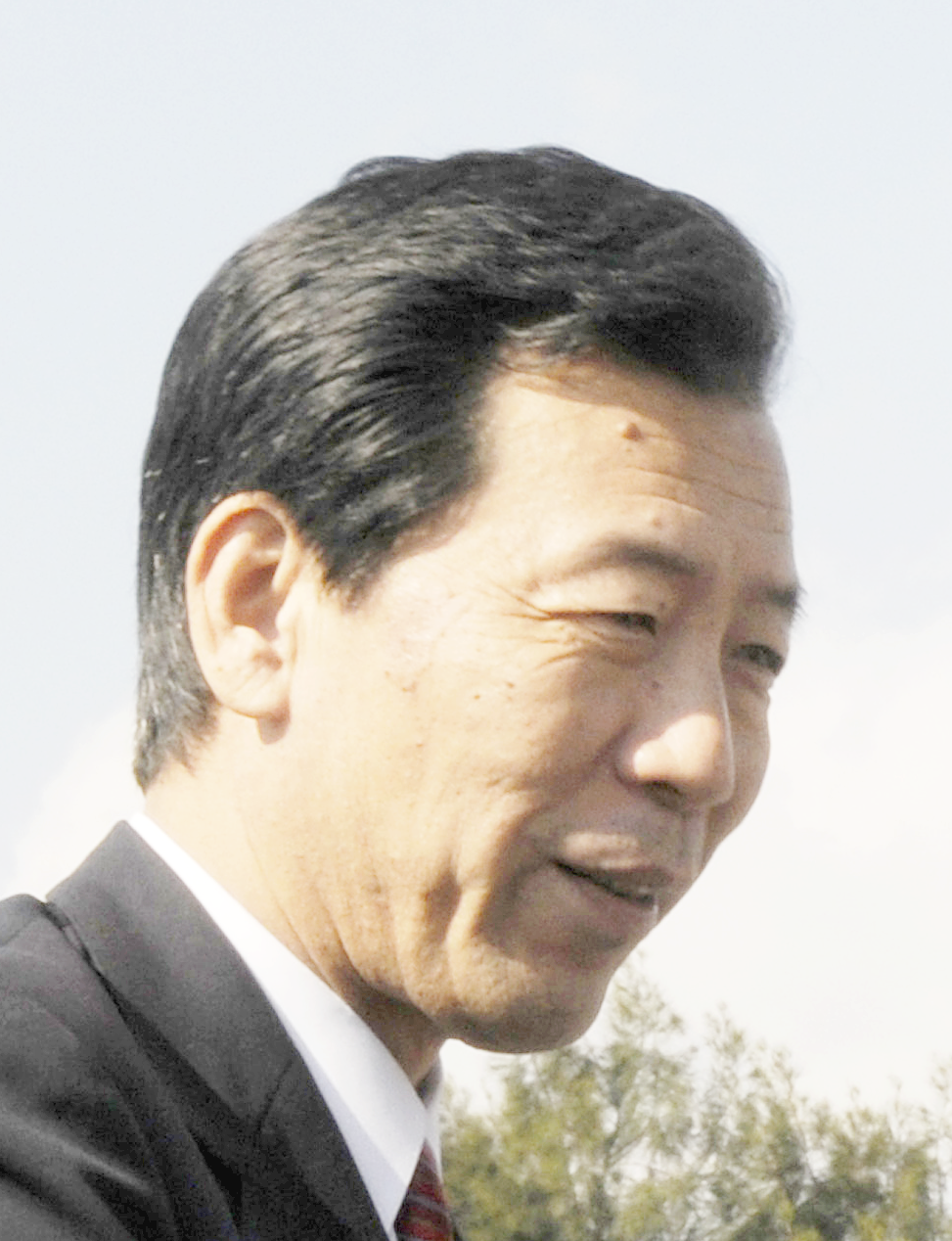
Hirofumi Hirano (2010)

Hirofumi Hirano (jap. 平野 博文 Hirano Hirofumi; * 19. März 1949 in Katsuragi, Landkreis Ito, Präfektur Wakayama) ist ein japanischer Politiker (parteilos→DPJ→DFP→DVP→KDP) und ehemaliger Abgeordneter im Shūgiin, dem Unterhaus des nationalen Parlaments, für den 11. Wahlkreis von Osaka. Er war von 2009 bis 2010 Chefkabinettssekretär und 2012 Kultus- und Wissenschaftsminister. Von 2018 bis 2020 war er Generalsekretär der Demokratischen Volkspartei und ist seit September 2020 stellvertretender Parteivorsitzender der Konstitutionell-Demokratischen Partei.

## Leben

### Werdegang
Hirano, Absolvent der Chūō-Universität, arbeitete nach seinem Studienabschluss 1971 für Matsushita Denki Sangyō (engl. Matsushita Electric Industrial).
Ab 1983 war er Sekretär des Shūgiin-Abgeordneten Muneo Nakamura von der Sozialistischen Partei Japans (engl. Japan Socialist Party, ab 1991 Social Democratic Party of Japan). Bei der Wahl von 1996 wurde er selbst als Unabhängiger im 11. Wahlkreis Osaka ins Shūgiin gewählt. Dort wurde er danach viermal in Folge wiedergewählt.
1998 trat er der Demokratischen Partei (engl. Democratic Party of Japan) bei. Innerparteilich gehörte er der Hatoyama-Gruppe des ehemaligen Parteivorsitzenden Yukio Hatoyama an. In der Demokratischen Partei war Hirano unter anderem Mitglied des Exekutivrates und Vorsitzender des Präfekturverbandes Osaka.

### Chefkabinettssekretär und Minister
Im September 2009 erhielt er nach dem Amtsantritt von Yukio Hatoyama als Premierminister in dessen Kabinett den Schlüsselposten des Chefkabinettssekretärs. Nach dem Rückzug der Sozialdemokratischen Partei (SDP, engl. Social Democratic Party) aus der Regierungskoalition übernahm er für wenige Tage auch den Ministerposten (Verbraucherschutz, Geburten, Gleichstellung) der SDP-Vorsitzenden Mizuho Fukushima nach deren Entlassung am 28. Mai 2010. Dieses Amt endete als das Kabinett Hatoyama im Juni 2010 zurücktrat.
Unter Premierminister Yoshihiko Noda wurde er bei dessen erster Kabinettsumbildung am 13. Januar 2012 Minister für Bildung, Kultur, Sport, Wissenschaft und Technologie, verlor diesen aber wieder bei der dritten Kabinettsumbildung zum 1. Oktober 2012. Bei der Shūgiin-Wahl 2012 verlor er den 11. Wahlkreis an Nobuhisa Itō von der Nippon Ishin no Kai (engl. Japan Restoration Party), die in Osaka stärkste Partei wurde, und verfehlte auch eine Wiederwahl im Verhältniswahlblock Kinki.

### Erneut in der Opposition
Bei der Wahl 2014 war er zwar im Wahlkreis 11 erneut unterlegen, diesmal der Liberaldemokratin Yukari Satō, konnte mit seinem Wahlkreisergebnis aber Platz 4 auf der demokratischen Liste in Kinki erringen und gewann damit einen Sitz bei der Verhältniswahl. Seit der Fusion der Demokraten mit der Ishin no Tō (engl. Japan Innovation Party) führt er in der Minshintō erneut den Präfekturverband Osaka.
Bei der Shūgiin-Wahl 2017 gehörte Hirano zu den nach den Abspaltungen von Kibō no Tō und Konstitutionell-Demokratischer Partei verbliebenen Minshintō-Mitgliedern, die ohne Parteinominierung und damit auch ohne Möglichkeit zur Doppelkandidatur bei der Verhältniswahl kandidierten. Aber er setzte sich diesmal im Wahlkreis 11 mit 36,7 % der Stimmen gegen Yukari Satō (33,5 %) und Nobuhisa Itō (29,8 %) durch. Nach der Wahl beteiligte er sich wie die meisten Minshintō-Abgeordneten an der Gründung der Fraktion Mushozoku no Kai, verließ diese aber im Mai 2018 und schloss sich der neu gegründeten Demokratischen Volkspartei an. Dort wurde er im September des Jahres vom Parteivorsitzenden Yūichirō Tamaki zum Generalsekretär ernannt und löste Motohisa Furukawa in dieser Funktion ab.
Von Dezember 2019 bis August 2020 vertrat Hirano seine Partei bei den Fusionsverhandlungen mit der KDP, die schließlich in der rechtlichen Auflösung beider Parteien endeten. Sein Parteivorsitzender Tamaki beteiligte sich nicht am Zusammenschluss und führte die DVP fort, während Hirano der neuen Partei beitrat, die nach einer Wahl unter den Abgeordneten den Namen „Konstitutionell-Demokratische Partei“ annahm, und dort zum stellvertretenden Parteivorsitzenden und Vorsitzenden der Wahlstrategiekommission ernannt wurde.
Bei der Shūgiin-Wahl 2021 erhielt Hirano im Wahlkreis 11 nur 25,5 % der Stimmen hinter Hiroshi Nakatsuka (44,7 %; Nippon Ishin no Kai) und Yukari Satō (29,8 %; LDP); bei der Verhältniswahl in Kinki landete er damit auf Platz 9 der KDP-Liste bei drei Sitzen für die KDP.